# Виттенбергплац (станция метро)
«Виттенбергплац» (нем. Wittenbergplatz) — станция Берлинского метрополитена, расположенная в районе Шёнеберг. На одну станцию (3 платформы) прибывают поезда трёх линий: U1, U2, U3. Соответственно, станция всех трёх линий имеет один буквенный код — Wt. Станция расположена на площади Виттенбергплац.

## История
Открыта 11 марта 1902 года. В 1910 году было принято решение о её расширении и реконструкции, и станция приобрела современный облик. По проекту шведского архитектора Альфреда Гренандера были возведены три платформы с пятью путями, которые были открыты для пассажиров 12 октября 1913 года, то есть одновременно с открытием пускового участка линии U3 «Виттенбергплац» — «Тильплац». Тогда же был сооружён современный наземный вестибюль станции. Станция сильно пострадала во время Второй мировой войны. В 1983 году была проведена реставрация станции. В 2009 году из-за постоянных протечек была укреплена гидроизоляция тоннелей, ведущих к станции, приблизительно на протяжении 800 метров.

## Архитектура и оформление

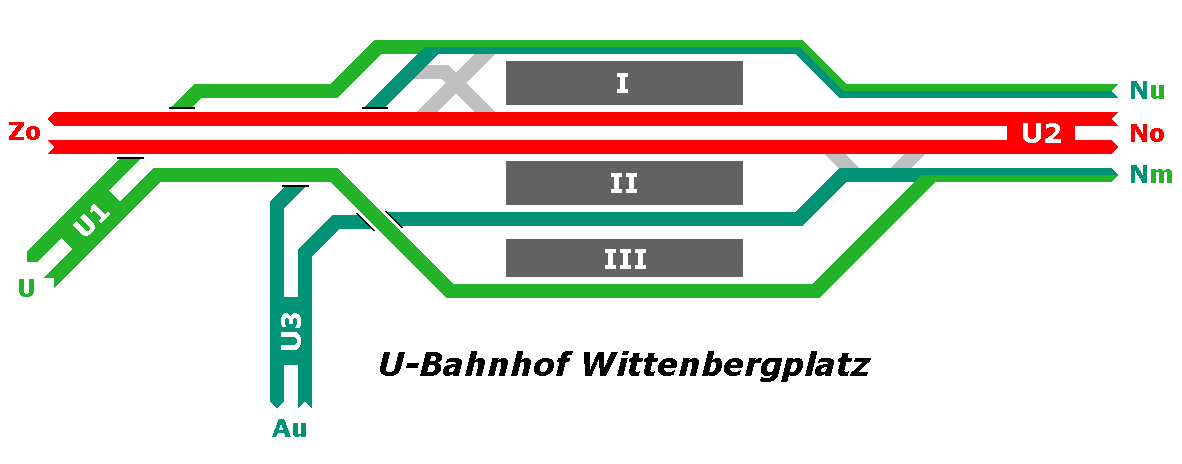
Схема станции

Станция мелкого заложения с тремя островными платформами и четырьмя рядами стальных колонн. Путевые стены отделаны серо-голубым кафелем. В 1952 году, в честь 50-летия станции начальником Лондонского метрополитена была подарена табличка с надписью «Wittenbergplatz», выдержанная в стиле Лондонской подземки. В настоящее время табличка расположена на платформе I.